# Pelecopsis parvioculis
Pelecopsis parvioculis är en spindelart som beskrevs av Miller 1970. Pelecopsis parvioculis ingår i släktet Pelecopsis och familjen täckvävarspindlar.
Artens utbredningsområde är Angola. Inga underarter finns listade i Catalogue of Life.